# Синара Центр
Синара Центр — культурно-выставочный комплекс в Екатеринбурге, открытый в сентябре 2019 года в зданиях бывшего госпиталя Верх-Исетского завода.

## История
Здания госпиталя были спроектированы при участии архитектора Михаила Малахова по заказу владельца завода Алексея Яковлева и построены в 1824 году. Комплекс располагался на границе Екатеринбурга и посёлка Верх-Исетск, на месте нынешнего Верх-Исетского бульвара, соединившего город и посёлок в единое целое. Архитектурный ансамбль Алексея Яковлева стал ещё одним связующим звеном между развивающимся городом и посёлком. Госпиталь построен в стиле классицизм. Это один из первых в начале XIX века заводских больничных комплексов Екатеринбурга.
В 1824 году осуществлена постройка одноэтажного с мезонином больничного корпуса с восьмиколонным портиком коринфского ордера. В это же время построена амбулатория — одноэтажное здание с бельведером и четырёхколонными портиками дорического ордера с фронтонами, напротив амбулатории, в глубине двора, построена деревянная конюшня. В 1826 году построен дом для врачей, по своей архитектуре аналогичный корпусу амбулатории. Тогда же установлена ограда с въездными воротами.
В итоге в больничный комплекс вошло пять корпусов: больница на 36 коек, два павильона, восточный и западный, флигель и жилой дом для врачей. Здания соединялись оградой с решёткой художественного чугунного литья.
В 1824 году госпиталь посетил и дал положительную оценку заведения Император Александр I.
В 1908 году госпиталь был отдан в аренду на 12 лет Екатеринбургской земской управе и стал «Верх-Исетской земской больницей». Во время Первой мировой и Гражданской войн больница стала солдатским лазаретом. В 1930 году при прокладке трамвайных путей с главного здания сняли восьмиколонный портик и снесли обе конюшни на территории комплекса.
В советское время в комплексе по-прежнему располагались учреждения здравоохранения (больница, амбулатория, а затем травмпункт), но внешний вид комплекса претерпел значительные изменения. Сам госпиталь стал частью крупнейшего медицинского комплекса Свердловской Областной клинической больницы № 1.
Со временем здание госпиталя начало разрушаться. В 2006 году из комплекса выехал травмпункт. В восточном павильоне с начала 2000-х годов располагалось здание компьютерного клуба «Омут», а затем кафе. В 2011 году здание было закрыто на консервацию.

## Реконструкция
Реконструкцию объекта культурного наследия регионального значения в 2016—2019 годах провела компания «Синара-Девелопмент», входящая в Группу Синара. Восстановление здания шло на основе архивных чертежей и сохранившихся архитектурных и декоративных элементов ансамбля под научным руководством А. В. Долгова.
Бывший госпиталь находился в аварийном состоянии. Больше всего пострадал Главный корпус. В первоначальном виде сохранились только кладка стен и лепной декор, портики были сняты. Во флигеле сохранилось помещение бывшей химической лаборатории. Исторические лестницы сгнили или были перестроены.
В ходе реконструкции были усилены фундаменты зданий. Затем началась реставрация стен, повреждённых в результате прокладки электрических кабелей и вентиляции. Деревянные перекрытия корпусов были заменены на железобетонные с усилением кладки. Также были раскрыты подкупольные пространства и воссозданы исторические архитектурные формы и композиции корпусов.
Рядом с историческими зданиями был построен новый корпус, в котором расположился концертный зал и два этажа галереи.
Инвестиции в строительство центра составили около 2 млрд рублей.
Общая площадь комплекса составляет 6000 м².

## Галерея Синара Арт
В комплексе работает частная галерея Sinara Art Gallery, насчитывающая более 1500 произведений живописи, графики, скульптуры и арт-объектов уральских художников. Галерея обладает выставочным оборудованием, позволяющим принимать и демонстрировать произведения искусства, выполненные в разных техниках, из частных и музейных коллекций.